# مقاطعة يونيون (بنسلفانيا)
مقاطعة يونيون (بالإنجليزية: Union County, Pennsylvania)‏ هي إحدى مقاطعات ولاية بنسلفانيا في الولايات المتحدة. بلغ عدد سكانها 44947 نسمة في عام 2010 حسب إحصاء مكتب تعداد الولايات المتحدة.

## أعلام
- توماس غرانت هاربيسون
- برستون ديفيس
- جون إتش تشرتش
- فيلهلم رايش

## وصلات خارجية
- www.unionco.org